# Пуховая (Брестская область)
Пуховая (бел. Пухавая) — деревня в Дрогичинском районе Брестской области Белоруссии. Входит в состав Осовецкого сельсовета.

## География
Деревня находится в южной части Брестской области, к северу от Днепровско-Бугского канала, при автодороге Н-670, на расстоянии приблизительно 17 километров (по прямой) к юго-востоку от города Дрогичина, административного центра района. Абсолютная высота — 144 метра над уровнем моря. Площадь населённого пункта — 0,2524 км².

## История
В письменных источниках начинает упоминаться начиная с XIX века.
По состоянию на 1905 год, в имении Пуховое проживало 8 человек. В административном отношении деревня входила в состав Осовецкой волости Кобринского уезда Гродненской губернии.
Согласно Рижскому мирному договору (1921), деревня вошла в состав межвоенной Польши. Входила в состав гмины Осовце Дрогичинского повета Полесского воеводства. В 1921 году числилось 16 жителей, проживавших в 3 домах. В этническом составе населения того периода белорусы составляли 100 %. В конфессиональном составе населения преобладали православные христиане (100 %).
С 1939 года в БССР, с 1940 года в составе Осовецкого сельсовета.

## Население
По данным переписи 2019 года, в деревне проживало 7 человек.
| Год  | Население, человек |
| ---- | ------------------ |
| 1905 | 8                  |
| 1921 | ↗ 16               |
| 1939 | ↗ 84               |
| 1960 | ↘ 71               |
| 1970 | ↗ 82               |
| 1995 | ↘ 28               |
| 2005 | ↘ 18               |
| 2009 | ↘ 10               |
| 2019 | ↘ 7                |